# Tāzehābād (ort i Kurdistan, lat 36,07, long 47,10)
Tāzehābād (persiska: تازِهابادِ هيجان, تازه آباد, Tāzehābād-e Hījān) är en ort i Iran.   Den ligger i provinsen Kurdistan, i den nordvästra delen av landet, 400 km väster om huvudstaden Teheran. Tāzehābād ligger 1 859 meter över havet och antalet invånare är 167.
Terrängen runt Tāzehābād är platt söderut, men norrut är den kuperad. Tāzehābād ligger nere i en dal. Runt Tāzehābād är det ganska glesbefolkat, med 28 invånare per kvadratkilometer. Närmaste större samhälle är Gol Tappeh, 5,2 km söder om Tāzehābād. Trakten runt Tāzehābād består i huvudsak av gräsmarker.